# Moving on Stereo
Singles de Pakito
Living on Video
(2006) Are U Ready?
(2007)
Moving on Stereo est une chanson de Pakito sorti en 2006.

## Versions
CD single
1. "Moving on Stereo" (original radio edit) — 3:10
2. "Moving on Stereo" (inside radio edit) — 3:12
3. "Moving on Stereo" (original mix) — 6:02
4. "Moving on Stereo" (inside mix) — 5:32

7" maxi
A-side:
1. "Moving on Stereo" (original mix) — 6:02

B-side:
1. "Moving on Stereo" (inside mix) — 5:32

Téléchargement Digital
1. "Moving on Stereo" (original radio edit) — 3:10
2. "Moving on Stereo" (inside radio edit) — 3:12
3. "Moving on Stereo" (original mix) — 6:02
4. "Moving on Stereo" (inside mix) — 5:27

## Classement par pays
| Hit-parade (2006)         | Peak position |
| ------------------------- | ------------- |
| Belgique Wallonie         | 15            |
| Pays-Bas                  | 9             |
| Finlande Singles Chart    | 3             |
| France SNEP Singles Chart | 10            |
| Suède Singles Chart       | 26            |

| hit-parade annuel (2006) | Position |
| ------------------------ | -------- |
| France Singles Chart     | 52       |